# Apanteles conspicabilis
Apanteles conspicabilis är en stekelart som beskrevs av De Saeger 1944. Apanteles conspicabilis ingår i släktet Apanteles och familjen bracksteklar. Inga underarter finns listade i Catalogue of Life.